# 三河弁
三河弁（みかわべん）は、旧三河国（愛知県東部）で話される、日本語の方言である。西三河と東三河の方言に分かれる。

## 概要
三河弁は、愛知県西部の名古屋弁・尾張弁と静岡県西部の遠州弁との中間に位置する方言であり、東海東山方言に属する。尾張との方言の境界は、旧国の国境にある。ただし知多半島は旧尾張国であるもの、方言のうえでは西三河に含まれる。三河弁と名古屋弁とでは、以下のような違いがある。
1. 連母音 ai が名古屋弁では /æː/ に変化するが、三河弁では変化せず /ai/ のままか、/eː/ となる。
2. アクセントでは、「厚い」「赤い」「薄い」などの形容詞が名古屋弁では中高型（あかい）になるが、三河弁では平板型（あかい）である。このほか、動詞、名詞などのアクセントもいくつかの点で異なる。
3. 三河弁では推量の助動詞「だらー」「ずら」「ら」を使う（「ら」は東三河が中心）[2]。
4. 終助詞では、名古屋弁で使う「なも」「えも」を三河弁では使わず、「のー」「のん」「のんほい」「えん」などを使う[3]。

尾張徳川家が名古屋に入る前には、尾張地方でも、三河弁に近い言語が話されていた。しかし、尾張地方の言語が江戸時代に名古屋城下で形成された狭義の名古屋弁に強く影響され広義の名古屋弁として一括されるまでに至ったのに対し、三河地方ではそれほどの影響を受けなかったため、幕末までには三河と尾張でははっきりした差異が形成された。ただし、旧尾張国でも海運が盛んであった知多半島においては狭義の名古屋弁の影響が幾分弱く、三河弁に近い方言が残された（→知多弁）。
三河弁の内部も、豊田市を中心とする西三河と、豊橋市を中心とする東三河に分かれる。西三河のアクセントは中輪東京式アクセントだが、東三河は外輪東京式アクセントである。形容詞の連用形は、西三河では音便を使うが、東三河では音便化しない。語彙にも、西三河と東三河でいくつかの違いがある。方言における西三河と東三河の境界線は、蒲郡と大塚の間から、南設楽郡・北設楽郡と東加茂郡の境界（ほぼ、現在の岡崎市・豊田市と豊川市・新城市・設楽町の間）を通る。
三河弁を代表する表現として「じゃん・だら・りん」がよく挙げられる。また東三河は「のん・ほい・だに」と言われる。東三河方言は遠州弁と共通する部分も多い。また、三河全体で「いる」ではなく「おる」、否定の助動詞に「ない」ではなく「ん」を用いる点において西日本方言と共通する。
東三河の特に豊橋や渥美半島などで多用される「のんほい」「だにー」という語彙は、遠州弁と共通であるが、西三河では全く使用されていない。

## 音韻・音声
三河弁の音韻体系は、共通語とほぼ同一である。豊橋など東三河南部では、語頭のガ行音が鼻濁音 [ŋ] になることで注目されていたが、現在では /g/ となる傾向にある。西三河では鼻濁音はなく、語頭でも語中でも /g/ である。
連母音 ai は、そのまま  /ai/ と発音されるか、 /eː/ に変化する（例：「赤い」→「あけー」）。/eː/ となる傾向は東三河北部で強く、南部平野部や渥美半島では /ai/ のままの傾向が強い。連母音 /ui, oi/ は、三河弁では変化しない。
過去には、連母音 au が /aː/ に変化した時代があったと考えられる。三河弁にみられる「行かー」「行かーず」「行かまい」などの活用・助動詞にその痕跡が認められる。たとえば「行かまい」は、「いかうまい」→「いかーまい」→「いかまい」と変化した。長野県・静岡県・山梨県にも同じ現象があり、江戸時代には名古屋にも残っていた。

## アクセント
全域が東京式アクセントである。全国の東京式アクセントは大きく3タイプに分かれるが、愛知県内では尾張が内輪東京式、西三河が中輪東京式、東三河が外輪東京式とされ、3タイプ全てがそろっている。そのため西三河と東三河ではアクセントに多少の違いがある。共通語のアクセントは中輪東京式である。東三河の外輪東京式は遠州弁と連続している。
名古屋弁では、平板型の語や第三拍以降にアクセント核がある場合、「からだ」のようにピッチの上がり目が後ろへずれるが、三河弁では共通語と同じく、「からだ」のように第二拍から高くなる。
「いつ」「どこ」「だれ」「なに」「どうして」等の疑問詞は、愛知県内では平板型で発音される。この様な発音は三河弁（奥三河を除く）の他、遠州弁（北遠州を除く）、名古屋弁、美濃弁（東濃北部と中濃北部を除く）、信州弁（北信）でよく用いられる。東三河北部の豊根村では、東京とおなじく頭高型である。
二拍名詞のうち、尾高型（○○が）のものは、東京では「の」が付くと「やまの」のように平板型になるが、三河弁では「やまの」のように尾高型のままである。また、「石」「紙」「川」「雪」「橋」などの第二類と呼ばれるグループの語は、共通語および西三河では尾高型だが、東三河では平板型になる。これは外輪東京式の特徴である。しかし二類の語がすべて平板型になるのは東三河の北東部のみで、豊橋などでは尾高型になる語もある。
三拍名詞では、「朝日」「命」「姿」「涙」などの第五類に属する語が、西三河では中高型（あさひが）だが、東三河では東京と同じく頭高型（あさひが）となる。また「男」「刀」「鏡」「言葉」「話」「表」などの第四類の語は、大部分の地域で尾高型（おとこが）だが、東三河のうち新城市以北（北端の富山、稲武を除く）で中高型（おとこが）となる。
動詞のアクセントは、共通語で平板型になるもの（「行く」「植える」「上げる」など。第一類）と起伏型になるもの（「有る」「起きる」「動く」など。第二類）に分かれる。名古屋弁では三拍以上の動詞では第一類が中高型になるものがあるが、三河弁では共通語と同じである。動詞の過去形のアクセントも、共通語とほとんど同じアクセントになる。
形容詞も、共通語で平板型になるもの（第一類）と、中高型になるもの（第二類）に分かれる。「赤い」「厚い」「明るい」「冷たい」など三拍・四拍形容詞の第一類は、名古屋弁では中高型になるが、三河弁では共通語と同じく平板型である。三拍形容詞の過去形のアクセントは、西三河では共通語と同じ（第一類：あかかった、第二類：あおかった）だが、東三河では第一類は平板型（あかかった）、第二類は三拍目にアクセントが置かれる（あおかった）。

## 語法・文法

### 動詞
共通語では文語文法の四段活用が口語文法では五段活用になるが、三河弁では未然形にオ段がなく四段活用になっている。
|                  | 未然形 | 連用形（「ます」に続く） | 終止・連体形 | 仮定形                  | 命令形      |
| ---------------- | ------ | ------------------------ | ------------ | ----------------------- | ----------- |
| 四段活用「読む」 | よま   | よみ                     | よむ         | よみゃ（ー）            | よめ        |
| 一段活用「見る」 | み     | み                       | みる         | みや（ー） みりゃ（ー） | みよ みょー |

#### 未然形
共通語における意志・勧誘の助動詞「う」は、三河弁では用いられない。三河弁では意志表現に「行かー」「行かーず」「行かず」、勧誘表現に「行かまい」のように言い、オ段の未然形は現れない。したがって、オ段の無い三河弁は五段ではなく四段活用であると言える。　使用例：「これいいで買わあと思う」「今日はどこへ行かあかね」
| 例     | 買おう  | 読もう  | 書こう  |
| ------ | ------- | ------- | ------- |
| 標準語 | かお+う | よも+う | かこ+う |
| 三河弁 | かわ+あ | よま+あ | かか+あ |

「行か（ー）ず」の形は長野・山梨・静岡方言でも使われ、「いかむず」に由来する。

#### 連用形
基本的に共通語と同じである。上方（関西弁）では、ア行（ワ行）四段動詞（「買う」「思う」など）は「こうて」「おもうて」のようにウ音便になるが、そこが名古屋弁や三河弁では共通語と同じように「かって」「おもって」のような促音便になる。一方、サ行四段動詞+「て」「た」では多くの場合イ音便が生じる（「無くした」「探した」→「無くいた」「探いた」など）。サ行イ音便は中世の上方言葉であり、今も遠州弁や名古屋弁のほか、北陸、中国地方、九州に残っている。
| 例                                   | 「買う」の連用形+て | 「読む」の連用形+て       | 「書く」の連用形+て | 「出す」の連用形+て |
| ------------------------------------ | ------------------- | ------------------------- | ------------------- | ------------------- |
| 音便が起きない場合（平安時代の活用） | かひ+て             | よみ+て（清音）           | かき+て             | だし+て             |
| 関西弁                               | こう（ウ音便）+て   | よん（撥音便）+で（濁音） | かい（イ音便）+て   | だし+て             |
| 名古屋弁、三河弁                     | かっ（促音便）+て   | よん（撥音便）+で（濁音） | かい（イ音便）+て   | だい（イ音便）+て   |

下が「ます」ならば、三河弁も標準語と同じくイ段であり、「買います（かい+ます）」「読みます（よみ+ます）」「書きます（かき+ます）」である。

#### 仮定形
仮定形は、「ば」が融合して「書きゃ（ー）」「出しゃ（ー）」のような形になる。ラ行四段動詞の場合、原則通りなら「取りゃ（ー）」となるが、三河南部から知多半島南部では「取や（ー）」のように「-や（ー）」となる。四段活用以外の動詞では、大部分の地域では「見や（ー）」のように「-や（ー）」となるが、設楽町など三河北部では「見りゃ（ー）」のように「-りゃ（ー）」となる。三河弁では、否定の助動詞「せん」は、形の上では仮定形に接続する。

#### 命令形
一段動詞の命令形は「見よ」「食べよ」のように「-よ」だが、東三河では直前の母音と融合して「みょー」「たびょー」のように言う。

#### ら抜き・れ足す
三河弁圏では、いわゆる「ら抜き言葉」「れ足す言葉」が話される例が散見され、中国・四国地方や他の東海地方と同様に、昨今 日本語の乱れとして取り沙汰されるよりも以前から常用されていたとされる。「れ足す」は、標準語の文法上、本来「れ」を挿入する必要が無い五段活用動詞の可能動詞に「れ」を足して言うというものである。中でも、否定表現において顕著である。一方で、可能動詞の無い動詞（上一段活用・下一段活用・カ行変格活用）には、標準語の文法では可能の助動詞「られる」を付けるところを、三河弁では「ら抜き」にすることが多く、前者と合わせて、可能を表す表現を全て「れる」で言おうとする傾向がある。具体的には、音の上では同じ「かける」という語で比較すると、標準語では「書く」の可能動詞は「書ける」であるが、三河弁ではこれを「書けれる」と言い、可能動詞の無い「掛ける」については標準語では「掛けられる」と言うところ、三河弁では「掛けれる」と言う、といったものである。否定の場合は、標準語ではそれぞれ「書けない」「掛けられない」となるところ、「書けれん」（＝れ足す）、「掛けれん」（＝ら抜き）になる、というものである。

### 形容詞
西三河では、形容詞の連用形がウ音便になるか音便を脱落させる。これは西日本に広く分布する特徴である。
（例）「白うなる・白なる」（白くなる）
一方、東三河では多くの東日本同様、「…く」である。
（例）「白くなる」
三河弁では、名詞に「い」を付けて形容詞化した例が多い。「横着い」「丈夫い」などがあり、東三河ではさらに「けっこい（結構い）」「根気い」「ぼっこい」「しょうしい（笑止い）」などがある。

### 助動詞など各種表現
断定
断定の助動詞には「だ」を用いる。
否定
動詞を否定する助動詞には「ん」を用いるほか、「せん」「へん」も使われる。「ん」が普通の否定であるのに対し、「せん」「へん」は強い否定である。「せん」「へん」は、「書きゃせん」「書きゃーせん」「寝やせん」「寝やーせん」のような形で動詞に接続する。「書きはせぬ」「寝はせぬ」が変化したもので、三河弁では仮定形（「ば」が融合した形）と同じ形に接続している。過去の否定には「なんだ」「んかった」を用いる。
（例）「この問題わかやせん（わかりゃせん）」「ほやあんた、ちっとも勉強しやせん(せやせん)でいかんわ」

#### 推量
推量の助動詞として、「だらー」（「だら」「だらーず」「だらす」とも）、「ずら」、「ら」がある。いずれも動詞・形容詞には終止形に接続する。「だらー」は三河全域から知多半島にあり、「ずら」も三河全域、「ら」は東三河にある。近年は「ずら」「ら」は西から徐々に衰退している。「ずら」「ら」は長野県・山梨県・静岡県の方言と共通する助動詞である。また、過去推量の助動詞として、東三河に「つら」がある（例）「行っつら」（行っただろう）。
（例）
「次、お前の番だら？」（次、お前の番だろ？）
「携帯の電波、入らん（だ）ら？」（携帯の電波、入らなくない？）
『日本大文典』によれば、かつては確実な推量と意志の意味で「…であらんず」を使っていたという。これは推量・意志の助動詞「…むず」に由来し、以下のように変遷したようである（『-近世期方言の研究』参照）。
「…にてあらむず」　→　「…であらんず」　→　「…であらうず」　→　「…だらあず」　→　「…だらー」
一方で「ずら」が「だろう」の影響を受けた結果「だらー」が生じたとする説や「だろう（であらむ）」が「だらー」に変化したという説もある。

#### 意志・勧誘
愛知県では、勧誘を表すのに、助動詞「まい」「まいか」が使われる。三河弁では、勧誘の「まい」は動詞の未然形に接続する（例：行かまい）。名古屋弁では志向形（未然形に「う」を付けた形）から「う」を落とした形に接続し（例：行こまい）、尾張と三河で対立する。江戸時代には名古屋でも「行かまい」と言った。ただ、1960年代の調査ですでに、西三河では若年層を中心に名古屋弁式に「行こまい」と言うようになっており、終止形接続の「行くまい」を使う地域も出てきている。
| 五段活用       | 上一段活用   | 下一段活用     | サ行変格活用              | カ行変格活用       |
| -------------- | ------------ | -------------- | ------------------------- | ------------------ |
| 行かまい（か） | 見まい（か） | 食べまい（か） | しまい（か） せまい（か） | 来（こ）まい（か） |

また、意志を表すには、動詞の未然形を使って「行かー」あるいは「行かず」「行かーず」のように言う。名古屋弁では一般に使われないが、「ず」が清音化した「行かすと思う」のような表現は高齢層に残っている。また、「行かすか」「知らすか」のような反語表現が西三河にある（名古屋でも言う）。

#### 勧告
動詞の連用形に「（り）ん」を付けて軽い命令形を作る。一段動詞、上一段活用、下一段活用には「りん」（場合によっては「ん」のみになる）、五段活用には「ん」が付く（「×行きりん」ではなく「行きん」）。サ行変格活用の「する」にりんをつけると「しりん」になる（人によっては「しん」「せん」「せりん」とも言う）。カ行変格活用の「来る」にりんをつけると、人によっては、「こりん」と言ったり、「きん」と言ったりする。これは年代によって使われかたが異なる。名古屋弁の「連用形+やあ」と成り立ちは異なるが、用法は似ている。「お行きん」のように頭に「お」を付けると、さらに丁寧な表現になる。
- （例）「食べ(り)ん。」
　（「食べなよ。／食べたら?」）　（※名古屋弁：「食べやあ。」）

|                  | 五段活用 | 上一段活用 | 下一段活用 | サ行変格活用 | カ行変格活用 |
| ---------------- | -------- | ---------- | ---------- | ------------ | ------------ |
| 連用形＋（り）ん | 行きん   | 見りん     | 食べりん   | しりん       | こりん、きん |

東三河では、「お行きておくれましょー」（お行きなさい）、「おいでておくれましょー」（おいでなさい）、「おあがりましょー」（お食べなさい）のような「お…ましょー」形式の尊敬の命令表現がある。

#### 尊敬語
西三河は尊敬語表現が複数ある。以下に西三河の尊敬の助動詞を挙げる。
お…る
「お書きる」「お寝りる」のような形。最も丁寧で敬意の高い尊敬表現。
（ら）っせる
未然形接続で、四段動詞には「っせる」、一段動詞には「らっせる」が付く（例：書かっせる、寝らっせる）。親しさを含んだ普通の尊敬語で、話し相手にも第三者にも使う。これの変種として、「（ら）っしゃる」「（ら）しゃる」「（ら）さる」がある。
（ら）れる
共通語と同じ形だが、親しい者同士で使われ、敬意は低い。
一方、東三河では、「れる」以外の尊敬助動詞はほとんど用いられない。
共通語の「らっしゃる」にあたる尊敬の補助動詞に、「みえる」が広く使われる。（例）「してみえる」（してらっしゃる）。また、より敬意の高いものとして「ござる」があるが、古風なものとして衰退が進んでいる。

### 終助詞・間投助詞
自己主張を表すものとして、東三河で「じゃん（か）」、西三河で「がね」を用いる。「じゃん」は元々、西三河にはなかった が、使用範囲を拡大して西三河でも使われるようになり、また東方へ伝播して首都圏方言にも取り込まれた。最近では共通語として定着しつつあるが、元は中部地方で使われていた方言であり、それが戦前に横浜に伝わり、さらに1960年代後半以降、東京でも新方言として使われるようになった。中部地方の中でも愛知県三河地方ではいち早く使われ始めた。1960年代の調査では、老年層では「じゃん」は三河だけで使われ静岡県や長野県にもないが、中学生では愛知県全域から静岡・長野へ広がっていた。「ね」をつけて「じゃんね」、「な」をつけて「じゃんな」とも言う。「じゃん」は共通語化しつつあるが、「じゃんね」という言い回しは全国的には通用しない。
（例）
「俺、今週給食当番じゃんか！」（俺、今週給食当番じゃないか!）
「湖西市ってやぁ、愛知県との県境じゃあん。だもんで、三河弁が話されとるだよ。」（湖西市ってさぁ、愛知県との県境だよね。だから、三河弁が話されているんだよ。）
文の途中でも、文の終わりでも使う終助詞・間投助詞には、「なー」のほか、三河南西部で「なん」が使われる。三河弁に特徴的なのは「のー」で、現代の尾張では用いない。また東三河を中心に使われるものに、「のん」「やー」「えー」がある。「えー」に丁寧さを表す「ん」を付けた「えん」も三河弁に特徴的。
文の終わりだけで使うものに、「え」があり、疑問の「か」に付いて「かえ」、「わ」について「わえ」、「だ」について「だえ」などとなる。親しみのある敬意を表すのに「ん」があり、種々の終助詞に付いて「かん」「わん」「ぞん」「だん」などの形になる。また「や」があるが、同輩や目下の者に使い、ぞんざいに響く。「やれ」は三河弁に特有のもので、命令・禁止・意志・推量を表す文の最後につく（例）「早あやりんやれ」。
文中で使われるものとして、西三河の安城市以南では「ねーや」が使われる。
人に呼びかけをするときに、「おい」「おえ」「ほい」「ほえ」などと言うが、文の調子を整えるためにこれが文中の切れ間に挟まれることがある。東三河でこの傾向が強く、この地域の方言の特徴とされている。豊橋では特に「のん」に「ほい」を付けた「のんほい」が有名であり、この他に、地域によって「なんへー」「ねんほい」などのバリエーションがある。

### 準体助詞
文語では用言の連体形をそのまま体言として扱って格助詞や断定の助動詞を接続することが可能であったが、今日の東京方言および標準語では間に準体助詞「の」あるいはその転訛した「ん」をはさむ必要がある。これに対して三河弁では今日でも文語と同じように準体助詞をはさまずにそのまま接続可能である。
（例）
「変なこと言うが悪いわ」
　（「変なこと言うのが悪いよ」）標準語では「言う」と格助詞「が」の間に準体助詞「の」が必要なのに対して、三河弁では直接接続可能。
「湖西市ってやぁ、愛知県との県境じゃあん。だもんで、三河弁が話されとるだよ。」
　（「湖西市ってさぁ、愛知県との県境だよね。だから、三河弁が話されているんだよ。」）標準語では「話されている」と断定の助動詞「だ」の間に準体助詞「ん」が必要なのに対して、三河弁では直接接続可能。

## 比較表
|                                                    |                                                    | 名古屋                   | 知多               | 西三河                           | 東三河                 |
| -------------------------------------------------- | -------------------------------------------------- | ------------------------ | ------------------ | -------------------------------- | ---------------------- |
| アクセント                                         | アクセント                                         | 内輪東京式               | 中輪東京式         | 中輪東京式                       | 外輪東京式             |
| 「赤い」「甘い」の類（三拍形容詞一類）のアクセント | 「赤い」「甘い」の類（三拍形容詞一類）のアクセント | ○                        | ○○○                | ○○○                              | ○○○                    |
| 推量の助動詞                                       | 推量の助動詞                                       | だろ、だろー             | だら、だらー       | だら、だらー、ずら               | だら、だらー、ずら、ら |
| 勧誘                                               | 食べよう                                           | 食べよまい、食べよめぁー | 食べよまい         | 食べよまい、食べるまい、食べまい | 食べまい               |
| 勧誘                                               | 行こう                                             | 行こまい、行こめぁー     | 行こまい           | 行こまい、行くまい、行かまい     | 行かまい               |
| 行こうと思う                                       | 行こうと思う                                       | 行こう…                  | 行こう…            | 行かあ…                          | 行かあ…                |
| 軽い命令（食べなよ）                               | 軽い命令（食べなよ）                               | 食べやあ                 | 食べやあ、食べりん | 食べりん                         | 食べりん               |

## 語彙
あ行
あいさ【名】間
あげ【名】油揚げ
あげえか【連語】（…して）あげようか　「下一段動詞+よう（話者の意志）」の訛形。なお勧誘などを表す時は「え」でなく「まい」を付ける。
あすぶ【動四】遊ぶ
あっかあ【名】赤ん坊
あっつい【形】暑い、熱い
あばける/あたける【動下一】暴れる　類例：「壊れる」→「壊ける」
あよぶ（歩ぶ）【動四】歩く、歩む　「おまんとこんあっかあ、はいあよぶだかん？」（あなたのところの赤ちゃんはもう歩くのですか？）
あんき（安気）だ【形動】安心だ、気が楽だ
あんまし【副】あんまり
い【格助詞】に、へ　「どこいしまっただやあ」
いいて【連語】いいよ、いいから、いいってば
いきる（熱る）【動四】（体が）火照る。転じて蒸し暑いという意味になった。「今日は朝からいきるのん」
いかん/あかへん【連語】1. だめだ、いけない  2. 行かない　「あいつはいかん奴だ」（あいつはだめなやつだ）、「君はいかんの？」（君はいかないのか？）　語尾を上げ疑問調に言えば単独で「行かないの？」の意になる。「（上げ調子で）行かん？」（行かないのですか？）など。 なお名古屋弁のように「い」が消失することはあまりない。（三河弁：「行かにゃいかん」→名古屋弁：「行かにゃかん」「行かなかん」）
いける（埋ける）【動下一】埋める
いざる（躄る/膝行る）【動四】（物が）ずれる、移動する。（人が）座ったままひざを立てずに移動する。　派生語：いざらかす（ずらす）(自動詞が「いざる」、他動詞が「いざらかす」と使い分けられている)
いしな（石な）【名】石
いじゃ【連語】来なさい　「何しとるだん？はよーこっちにいじゃ」（何してるんだよ？早くこちらに来なさい）
いごく/いのく【動四】動く
いただきましたごちそうさまでした
いっか（幾日）【名】何日　「こんだ病院に行くなあ、いっかだったかやあ？」（次に病院に行くのは何日だったかなあ？）
いってきましたただいま
いっぽ（ー）【名】一本　同様に二本が「にほ（ー）」、三本が「さんぼ（ー）」となることがある。
いつまいでも/いつまえでも【連語】いつまで(で)も、いつまでたっても　批判的な発言中に用いることが多い。
いびる【動四】炒める「ごんぼをいびったるで食べていくかん？（ゴボウを炒めたものがあるけど食べていきますか？）」
いやったい【形】嫌だ、恥ずかしい、みっともない、失礼だ
いらんこと【連語】余計な事
いわく【動四】縛る「この袋の口、いわきますか？」(この袋の口、縛りますか／縛ってもいいですか)　類語：ゆわく

うそをこく【連語】嘘を吐く「おま、うそんこばっかこいとったらだめだら」
うみる【動上一】蒸しあがる
うむ（熟む）【動四】（果実が）熟す　「今年の柿はよう熟んどるぞん」
うむす【動四】蒸す
うめる【動四】湯の温度を下げる「風呂まだちんちんだもんでうめてから入りんね」　水で薄めるの意
うら【名】後方「車さげるで裏見とって」
えばる【動四】威張る
えらい【形】疲れた、きつい、大変だ、（程度が）甚だしい
おいでる【動下一】いらっしゃる
おいでん【連語】来てください、来てみたら　（「おいでなさい」から転じて。動詞「来る」に「りん」を付けて「来（こ）りん」とも。）　「早くおいでん（よ）」
おいなあ【連語】いらっしゃい　（「おいでん」と同じ意味だが、若い人はあまり馴染みがない。）
おうし/おんし/おし【名】あなた　（「お主」から変化したもの）
おくれん【連語】ちょうだい、ください　「動詞+て」に続くと「電話しとくれん」等となる。
おこれる【連語】腹が立つ
おしょる【動下一】折る
おそがい【形】恐ろしい
おつけ【名】味噌汁
おっこい【形】きれい、かわいい（幼児語）
おっさま/おっさん【名】和尚さん（いずれも「お」にアクセントがある）
おっしい【名】お汁　類語：おっつー
おっちょい【形】恐い（幼児語、大人は通常おそがいを使う）
おっとさん/おっとー【名】お父さん
おどける【動下一】驚く、怖がる
おとましい【形】もったいない
おま【名】お前　「おま、何やっとるだ?」（お前、何やっているんだ?）
おんた【名】雄　類例：おんつ
か行
かう（交う）【動四】（子供の遊びの）仲間に入れる
かう（支う）【動四】（鍵を）かける、（頭を枕に）乗せる　（「買う」と違い「か」にアクセントがある）
かす（淅/浸/漬す）【動四】水に浸す　（「米をかす」で米を研ぐ意味に使われることが多い）
かたげる【動下一】傾ける　類語：【動四】かたぐ
かっちん玉【名】ビー玉
かやす【動四】返す、帰す　「返しておく」「帰した」はイ音便が生じて「かやいとく」「かやいた」となる。
がれ/がや/がい/が【名】(…の)家
カンカン【名】缶（飲料の缶はカンカン、菓子や海苔の缶や一斗缶はガンガンという）
かんこう/かんこ（勘考）【名】工夫する/熟考する/考えて検討する
きし/ぎし【副】の一部分　…きり　「おもいっきしやってみりん」　【副助詞】…だけ、たった…しき　「これぎししかないだかん？」「100万ぎしでうちい（家を）建てえっちゅう方がめちゃ（無茶）だわ」　同義語：…ばか（ぱか） - 「これっぱか」を参照。
きせる/きさる【動四】（瓶などの）蓋をする、（布などを）被せて覆う
きない/きいない（黄ない）【形】黄色い、黄色の　（【名】きな）
きわ（際）【名】すぐそば　「どこ見とるだん、おしのきわにあるぞん」
くすがる【動四】刺さる　類語：「くすげる」（刺す）、「はさがる」(挟まる)　（本来は違う意味だが、歯の間に挟まったり刺さったりしたときはどちらも使う）
くよ/くりょ【動四】（…して）くれ、（…を）寄越せ　（くりょうと語尾をのばした場合は若干柔らかい表現となる）
くるう【動四】（子供が）騒ぐ、喧嘩する
ぐろ/くろ【名】端（はし）、隅（すみ）　（土を盛り上げた田畑の境（あぜ）を畔（くろ）と呼び、これが「ぐろ」に訛った。）「車来るでまっとぐろ寄りん」
くれん【動四】アクセントは「くれん」。（…して）ください、（…を）ください　類語：おくれん（前出）　「くれない」の意味で言う場合のアクセントは「くれん」。
げえ【終助詞】…なあ　（名古屋弁から最近入ったもの。）　「やだげえ」（嫌だなあ）
げな【終助詞】…だそうだ　「今度お隣の娘さんが結婚するげなで、うちも何かお祝いしたげにゃいかん」
けっこい【形】清潔だ、きれいだ、美しい
けっこう（結構）【副】結局
けった【名】自転車　（ケッタマシーンとも。乗る際に地を蹴る（蹴ったくる）ことから。「けった」と平板に発音。ケッターと語尾を延ばすこともある。）
けなるい【形】うらやましい
けやす（消やす）【動四】消す
こうこう【名】お新香、漬物（特に沢庵漬）
こく（放く）【動四】1.言うの乱暴な表現。「おまあ何とろいことこいとるだ」　2.するの乱暴な表現。「あのたあけ仕事で失敗こいて落ち込んどるだわ」
こぐ（扱ぐ）【動四】（米などを）脱穀する、（植物を）根こそぎ引き抜く
こしゃう（拵う）【動四】こしらえる、作る
こすい（狡い）【形】ずるい
こぞむ（偏む）【動四】底に溜まる、沈殿する
ごっとう【名】カブトムシ、クワガタムシなどの幼虫
これっぱか/こればか【連語】こればかり、たったこれだけ、これっぽち、これしき
こわい（強い）【形】硬い　「うどん茹だったかのん?」「いや、まんだこわいわ」
こわく（壊く）【動四】壊す。類語：くだく　（お金を崩す際にも、壊くもしくは壊すと表現する）
こんきい【形】凄く疲れた 「あーこんきいわ」と言った調子で使われる事が多く、主に昔から住む中年から老人が使い若者にはあまり親しまれていない。
こんでいい【連語】1.（頭高型アクセント）来なくて良い  2.（平板型アクセント）これで良い
こんぼう【名】（主に動物の）こども ごんずい　
　　【名】ごみ　「そこのごんずいふちゃってきておくれん」（西三河の老人が主に使うため、東三河の人たちや若者には意味が分からないことが多い）
さ行
さげる（提げる）【動下一】持ち上げる
さす【助動】したままにする　（「食べさし」は食べ残し、食べかけの意）
さばくる【動四】（押入れなどを）荒らし散らかす（主にものを探すために行う）:　「誰だん人の机さばくったんは」
さぶい【形】 寒い
さら【接尾辞】…ごと、一緒に　「リンゴは皮さら食べりん」「皿さら全部食べりん」
したべら/したべろ【名】　舌　単に「べら/べろ」とも
しゃこう（車校）【名】　自動車教習所、自動車学校
しゃんびい/おしゃんびい【名】おしゃべり（な人）
じゅるい【形】（地面が）ぬかるんでいる
しょったれ/しょーたれ【名】未熟者、半端者（蔑語。しばしば「ど」を冠して言う）
しょんない【形】しょうがない
すぐとさい(が)【副】すぐ　「すぐとさいが甘えるだ、この子は」　なお「さい」は「際」のことで、他にも「ほうするとさい(が)」（=そうすると）などと用いる。
すーしい【形】涼しい
すけない【形】少ない
すける【動下一】手伝う。助ける。
すごい【形】いやらしい、助平だ（幼児語）
ずつない【形】お腹がいっぱいで苦しい。
ずる（摺る）【動四】引き摺って移動させる。（類語：いざらかす）（学校での掃除の際に机や椅子を移動させるのは「つる」ということもある）
せえ【連語】旧来の三河弁では、関西弁のように「（…）しなさい」の意味で使うことは基本的にない。　1. （…）しよう　「今日は休みだで、何せえかやあ」　2. （…）しに　「しい」「せに」と言うことも多い。「君は、何せえ学校へ来とるだかのん?」
せばい【形】狭い
ぞん【終助詞】ぞ、ぜ、よ
た行
た/たあ/たらあ/らあ【接尾辞】達　「お前んたらあ、あんましたあけた事ばっかしとったらかんよ」
だ/だあ/んだあ【終助詞】なあんだ、何だよ　（もともと疑問文が尾高型アクセントのため発生する省略形。）
たあけ【形動】たわけ、馬鹿　「馬鹿の大足、たあけの小足、ちょうどいいのはくそたあけ」などと使う。しばしば「ど」や「くそ」を冠する。
たいげ（大儀）な【形動】疲れた、面倒な
だーだか/だーだー/だーだかだー【副】（水など、みだりに）大量に
たてる（閉てる）【動四】（戸を）閉める
だに/に【終助詞】…だよ、…だぞ（東三河のみ）。自分の意見を主張したいときに用いる（動詞の後など、場合に応じ「だ」が抜けるときがある。「酒飲んでばっかおるとさい、体こわすに」）。
だもんだ（い）/（だ）もんで/（だ）で【接続】【接続助詞】だから、…から（原因・理由）
たるい/たるくさい【形】つまらない、だるい　（今の若者も使うが、「たりい」「たるう」とも言う。）
たんと【副】たくさん
ちっさい【形】小さい
ちみき（く）る【動四】つねる　（若者層では「ちみくる」とも。）
ちゃ/ちゃあ【感】違う　反論・弁解の場面で用いる。
ちゃっと【副】すぐに、大急ぎで
ちゃやがる【連語】…してしまいやがる　「皿落といて割っちゃやがった」
ちょ/ちょう(ちょい)【副】【感】ちょっと
ちょーける/おちょける【動下一】ふざける
ちょこっと/ちょびっと/ちょっこし【副】ほんの少し
ちょごむ【動四】しゃがむ
ちんじゅう【名】 癖毛、天然パーマ
ちんちん/ちんちこちん【形動】大変熱い　「鉄板ちんちんだで気をつけりん」（熱さの度合いとしてはちんちん＜ちんちこちん）（鉄板ほど熱くなくても風呂の湯程度でも使う）
ちんびい【名】 小さい子
ちんぼ/ちんぼー【名】 陰茎 　対義語：つんび（ー）
つくねる（捏ねる）【動下一】（書類などを）整理せず無闇に積んでおく
つむ（抓む）【動四】（ハサミなどで）切る。「なんだん、髪つんで来ただかん」
つむ（詰む）【動四】込む、(肩などが)凝る
でれ（または「でら」）【副】非常に、とても、すごく　（名古屋弁から最近入ったもの。三河弁本来の表現なら「どえらい（どーらい）」）
ど【接頭辞】とても、大変　（関八州の若者言葉の「超（チョー）」が近いか。）　1. 「どでかい」（とても大きい）、2. 「どえらい」（とても凄い、とても疲れる、とても偉いなど複数。「どーらい」と変化することもある）、3. 「どわや」（酷くめちゃくちゃだ）
どいだけ/どんだけ【連語】どれだけ、どれほど
どいでだん【連語】なぜなの、どうしてなの　若者の間では「なんでだん」の方が一般的。
どうならあ/どんならあ【連語】どうなろうか、どうなるんだ、どうするんだ　「ほんな、自分ちの車庫ぐらい一発で入れんで、どうならあ」
とごる（澱る）【動四】沈殿する
どさまく【副】たくさん
とばかす【動四】飛ばす　他にも「燃やす」→「燃やかす」など類例あり。連用形は「とばかいちゃった」のようにイ音便が起きる。
とばくらかす【動四】飛ばすの強調表現
どべ【名】びり、最後（強調を意味する接頭辞ど＋べっとうが略されたもの）
とも 田面【名】 田、畑
とろくさい【形】鈍い、愚かだ、くだらない　名古屋弁と同じ用法。
でんしんぼう【名】電信柱、電柱
な行
なまかわ【名】 横着、怠慢　（生半可からの変化か）
なるい（緩い）【形】ゆるい、刺激が弱い
なん【連語】…なんか、そんなもの　「なん、ただのなまかわだやれ」
なんば（ん）【名】とうもろこし （なんばんきびの略。「なんばー」と伸ばすこともあり）
なんだん【連語】どうしたのか、どうしてだ　（若者には馴染みが薄い。ちょっと文句を言うときに使う。「なんだん、まったく！」（なんだよ、まったく）など。特に意味もなく、呼びかけに使うこともあるが、その場合は名古屋弁の「あのよぉ」の用法に近い。名古屋弁の「あのよぉ」は、三河では「あのやぁ」と言う人がいる。）
に【連語】【接続助詞】…のに　「の」の省略。「あすこまで行くにやっとかかる」「ちゃっとやりゃあいいに、やらんだな」
に(っ)すい【形】（動作などが）鈍い　「おんしまだ終わっとらんのかん、にっすいのん」
ぬくとまる/ぬくまる【動四】お風呂につかり体を温める、暖まる　（「【形】ぬくとい」から）
ねち（根地）【名】歯茎
のうなる【動四】なくなる
のそい【形】のろい、遅い　派生語：【副】のそのそ
のん/のお【感】【終助詞】ね、ねえ、なあ（東三河のみ）
は行
はあ/はい/はえ【副】もう、(こんなに)早く　「はい終わっただか」「まあはえとっくに着いとる頃だぞん」
はいぼ【名】灰
ばーばー【副】とても、たいへん（基本的に音が出るものや勢いがあるものに使う　「あの車、アクセルばーばー(に)噴かいとるわ」
ばう（奪う）【動四】奪う
はさがる（挟がる）【動四】挟まる　類語：くすがる
はぜる【動下一】破裂する　派生語：【動四】はざかす　「三河の祭っちゅやあ花火が付き物だでのん、今日はそこら中で花火はざかいとるぞん」
ばんげしま（晩餉しま）【名】夕食時　「ばんげしまにお邪魔しちゃって悪いのん」
はんぶ【名】【副】半分　「仕事はんぶやりで帰っちゃいかんじゃん」
はんぺん【名】魚のすり身を揚げたもの。特にあげはん（揚げ半）とも言う。東京などでいう白い「はんぺん」に限らず、練り物は大体「はんぺん」と総称する
ひしゃく（拉く）【動四】押し潰す（共通語ではひしゃぐと発音するが三河弁では濁らない）
ひしゃける/しゃーける【動下一】潰れる
びたびた【形動】（水などをこぼして）びしょびしょだ
ひづるい/ひづるしい【形】まぶしい
ひ（し）となる【動四】生長する、育つ
ひ（し）とねる【動四】生長させる、育てる
ひぼ【名】ひも
ふちゃる【動四】捨てる
ふてる【動下一】捨てる
ふんごむ（踏ん込む）【動四】ぬかるみに踏み込んで足がはまる状態を言う
ふんと(う)【名】本当　三河では「そうなの」の意味で頻繁に「あ、本当(に)」などと言う。
ぶらくる【動四】ぶら下げる、吊り下げる
べっとう（別等）/べり【名】びり、最下位
へぼ【名】地蜂（クロスズメバチ）の子
へぼい【形】弱い、劣る　（これが転じた「へっぽこ」という蔑語もある）
へん（遍）【接尾辞】…回「まっぺんこっちんあそびんおいでん」（またこちらに遊びにいらっしゃい）
ほい/ほお【感】おい（東三河のみ）
ほいで【連語】【接続】1. それで  2. それだから　（ともに東三河のみ）
ほう【副】そう、その通り　（「そ」が「ほ」に変化しているだけ。指示語。「ほうだら」「ほだら」は「そうだよね」、「ほうじゃん」は「そういう事でしょう」、「ほうかん」は「そうか(ね)」の意味。）
ぼう【動四】追う　派生語に「ぼいからかす」（しつこく追う、追い回す）がある。
ほうか（放課）【名】授業と授業の間の休み時間。三河に限らず、愛知県のほぼ全域で使われる。標準語の「放課後」は「授業後」などという。「放課」の項を参照。
ほうちょん（包丁）【名】ほうちょう
ほうやあ【連語】そういえば（東三河のみ）
ほかる【動四】放る、捨てる　（ほうかるとも。「ほかっとく」は「放っておく／放置する」の意だが、「捨てる」の意で使われることもある。）
ほせ【名】棒、串　（棒状のものを指して呼ぶ。）
ほっか【連語】そうか、そうなのか　（上述の「ほう」に終助詞「か」つけて「う」が促音便化したもの。納得・同意の意。「ほうか（ん）」とも。「あぁ、ほっか」は「へえ、そうなんだ」の意味。「あほ」に聞こえるがそのような意図は全くないので要注意。）
ぼっくう小僧【名】いたずら小僧
ぼっこ【名】ぼろ　「ぼっこ集め」は廃品回収の意
ぼっこい【形】ぼろい
ほや(あ)【連語】そりゃ(あ)（東三河のみ）
ほれみ(り)ん/ほらみ(り)ん【連語】それ（そら）みなさい
ま行
まあ【副】もう　「まあちょっと」「まあ一遍」「まあ要らん」などと使われる。
まあはい/もうはい【副】もう　「まあはい来ちゃったのかん」
まっと/まあっと【副】もっと　「三河弁にしかあれせん（あやせん）語彙なん、まっとよけあるに」
まる（放る）【動四】排便する「はよしっこまっといでん」
まるけ【接尾辞】　…まみれ、…だらけ　「おしゃあ何埃まるけになっとるだん？」
まんだ【副】まだ   若者はあまり使用しない傾向がある。
まわし （回し）【名】準備、支度、手配、手回し
みえる【動下一】いらっしゃる
【助動】としての「（〜して）いらっしゃる」の意味でも用いられる　例：〜してみえる
めんた【名】雌　（「めんた」と語尾を上げて発音する。）　類例：めんつ
もおる【動四】漏る
ももた【名】太腿
や行
や/やあ【終助詞】…よ、…なあ
やあ/やい【感】おい　「やいやい」と言うと驚きや呆れた様を表す。
やぐい【形】（造りや出来が）悪い
や(あ)っと【副】長時間、長期間　「や」にアクセント。「ようやく」の意味合いはなく単に長いことを表す。　「あのお客さん、おいでてからまあはえやあっとになるにい」
やれなんだ【連語】1.（頭高型アクセント）やれ何だかんだ  2.（平板型アクセント）できなかった
ゆったら【連語】言ったら。1.（もしも）言っ(てい)たら  2.（「…らあ」）言っただろう、言ったじゃないか  3.（「…らあ」）言ってやろう(か) 「言ったげえ(か)」が柔らかい表現。
ゆって【連語】言って　（関八州では「イッテ」、近畿地方ではウ音便で「ユウテ」になるが、中部地方の三河では促音便で「ユッテ」になる。仮名文字にすると同じである「結って」とはアクセントが異なる。）
ようかん【名詞】教室の黒板の下にある台。正式名称は「教壇」。高浜市・碧南市以外の西三河全域および設楽町にて称する。新城市・豊川市・田原市では一部の人々の間で称する。おもに1963年以降生まれの比較的若い世代の間で用いられる。
よか(あ)ない【連語】よく(は)ない　「いかん」よりも柔らかい表現。
よけ/ようけ【副】たくさん
よばれる【動下一】（誰かが準備してくれたものを）頂く、使わせてもらう、食べる　関連語：【名】およばれ　「はい晩御飯よばれりん」「お先にお風呂よばれました」（よばれる対象は食べるものには限らないが、自分で準備したものに対しては使わない）
ら行
らんごくな（乱極な）、らんごくい(乱極い)【形動】乱雑なさま　「らんごくな部屋だ」「なんでこんならんごくいん？」
わ行
わ【終助詞】よ、ね、な　老若男女問わず文末に付して用いる。　「まあ遅いでぼちぼち帰るわ」
わらかす/わらわかす【動四】笑わせる
わらける【連語】笑える、こっけいだ
ん
んたい/んとう【接尾辞】…たち　「子供んたいは、はい寝かいたげえかやあ」「あんたんとうは、この後どうするだん?」　類語：たあ（前出）
んで(ね)【連語】1.（んで(ね)）…しないで(ください)(ね)  2.（んで(ね)）…しないから(ね)
んならん【連語】…しなければならない　（「そろそろ出んならん」等。「にゃ(あ)ならん/にゃいかん」という表現もある）

## 三河弁と東京弁
東京方言は三河弁から生まれたのだ、と唱える説がある。かつて江戸時代を築いた徳川家康は西三河の岡崎出身であり、彼やその家臣が江戸へ進出したため、江戸では三河弁が持てはやされ、江戸の言葉に強い影響を与えたというのである。山口幸洋は、関東西部から中部地方東部にかけての中輪東京式アクセントの分布を、徳川武士団の西三河から江戸への移住によるものとしている。

## 三河弁を使う著名人
- アクビトモミ （歌手・タレント）
- 天野ひろゆき（キャイ〜ン） - ウッチャンウリウリ!ナンチャンナリナリ!!での「天野の母ちゃん」のコントやマシューTVの「なまり亭」で、故郷岡崎市に住む兄との会話で披露した。
- 岡村孝子、加藤晴子（あみん）
- 加藤久仁彦、加藤高道（狩人）
- 鈴木みのり（声優）
- 鈴木達央 （声優）
- 櫻井孝宏（声優）
- 長縄まりあ（声優）
- ハンサム判治（デブパレード）
- 金田哲（はんにゃ）
- ギャオス内藤（元プロ野球選手、野球解説者、タレント）
- 清川正二（水泳選手 ロサンゼルスオリンピック金メダリスト）
- ジェイル大橋（聖飢魔II）
- 杉浦友紀（NHKアナウンサー）
- 永島聖羅（元乃木坂46）
- 廣中邦充（浄土宗西居院住職、エデュケーションライター）
- 松井恵理子（声優）
- 松平健（俳優）
- 光浦靖子、大久保佳代子（オアシズ）
- 山本左近（F1ドライバー）
- 山本正之（歌手、作曲家）
- 若月徹、若月亮（若月）
- 渡辺いっけい（俳優）
- 東海オンエア（YouTuber）
- 朝倉未来(格闘家、Youtuber)

## 三河弁が使われた作品
- 逆転イッパツマン （ロボット2-3、1982年）
- 純情きらり（2006年）
- みんな!エスパーだよ!（2013年）
- 背徳のぐるりよざ セーラー服と黙示録（古野まほろ、2013年）
- マクロスΔ（2016年）
  - ヒロイン演じる鈴木みのりは愛知出身であり、演技の際に三河弁なまりを意識して演技をしている。
- NISSAN あ、安部礼司〜BEYOND THE AVERAGE（2006年）
  - 主要人物である飯野平太が三河出身という設定で、たまに登場する母親が三河弁を使用する。
- 松井恵理子
  - じゃんだらりん(2017) 三河弁を歌ったアルバム曲。
- だもんで豊橋が好きって言っとるじゃん!
  - 佐野妙の4コマ漫画。豊橋市を舞台に登場人物たちが三河弁を用いる。
- 八十亀ちゃんかんさつにっき
  - 安藤正基の4コマ漫画。三河地方出身の登場人物である雀田来 鈴（じゃんだら りん）が三河弁を用いる。アニメ版での声優松井恵理子は愛知県蒲郡市出身。
- メダリスト (漫画)
  - 登場人物である三家田涼佳が三河弁を話す。
- ハイスクール・フリート
  - 呉女子海洋学校の生徒で超大型直接教育艦「大和」副長の能村進愛（のむら しあ）が三河弁を話す。